# Orbiniella marionensis
Orbiniella marionensis är en ringmaskart som beskrevs av Gillet 1999. Orbiniella marionensis ingår i släktet Orbiniella och familjen Orbiniidae. Inga underarter finns listade i Catalogue of Life.